# Mark Oliphant

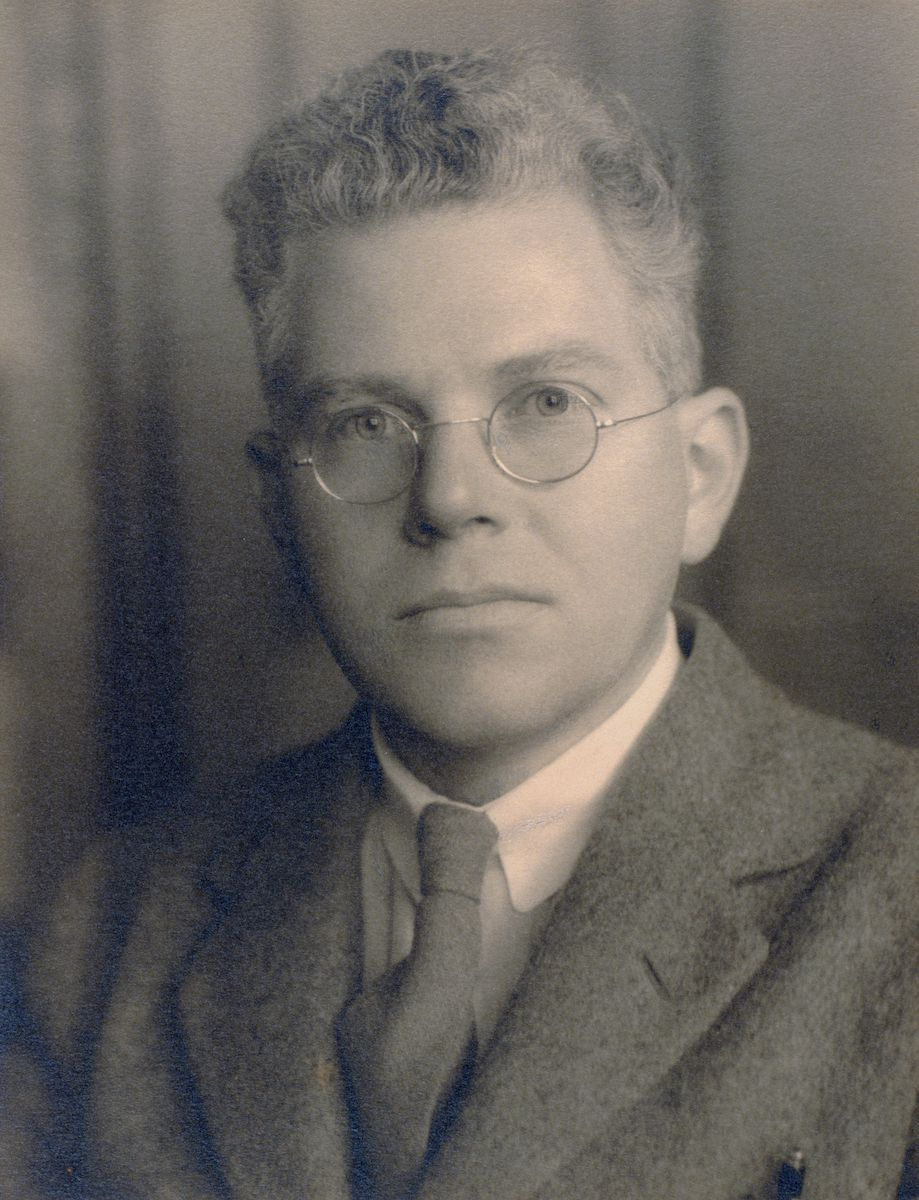
Mark Oliphant

Sir Marcus „Mark“ Laurence Elwin Oliphant (* 8. Oktober 1901 in Adelaide; † 14. Juli 2000 in Canberra) war ein australischer Physiker und Politiker.

## Leben und Wirken
1919 begann er das Studium der Medizin an der University of Adelaide, doch ein Professor weckte sein Interesse an der Physik, die zu dieser Zeit in vielen Bereichen Umwälzungen erlebte. Nachdem Oliphant 1925 eine Rede von Ernest Rutherford gehört hatte, stand sein Entschluss fest, dessen Assistent zu werden. Dieser Wunsch ging 1927 in Erfüllung, als er Mitarbeiter des Cavendish-Laboratoriums an der University of Cambridge wurde. 1929 erwarb er den Doktortitel mit einer Arbeit über Nuklearphysik. In Cambridge legte er 1934 die theoretischen Grundlagen für die Entdeckung des (3He) durch Alvarez im Jahre 1939. Außerdem gelang ihm 1934, mit Rutherford und Paul Harteck, die künstliche Erzeugung von Tritium, das 1920 von Walter Russell vorhergesagt worden war. Im gleichen Aufsatz berichteten sie über die erste gezielte Kernfusionsreaktion.
1937 wurde Oliphant Professor für Physik an der University of Birmingham. Sein bekanntester Student in dieser Zeit war Ernest William Titterton und Kollegen in Birmingham waren Rudolf Peierls und Otto Frisch. Er spielte eine wichtige Rolle im britischen Beitrag zum Manhattan Project (s. MAUD-Kommission) - auf einer US-Reise 1939 konnte er den sehr einflussreichen Ernest Orlando Lawrence überzeugen, sich dafür zu engagieren - und auch in der Entwicklung des Radars. 1937 wurde er beauftragt, die britische Küstenverteidigung zu begutachten. Er erkannte die Notwendigkeit, zu kürzeren Radar-Wellenlängen als den damals üblichen 170 cm überzugehen und sorgte - ab 1939 durch die britische Admiralität gefördert - für die Entwicklung eines entsprechenden Geräts an der Universität Birmingham (Entwicklung des Magnetrons durch John Turton Randall und Harry Boot an seinem Institut in Birmingham). Er arbeitete zum Elektrizitätstransport in Gasen, zur Oberflächenchemie und zur Sonnenenergie. 1943 erhielt er die Hughes-Medaille.
Nach dem Zweiten Weltkrieg baute er in Europa das erste Protonen-Synchrotron, allerdings mit unzureichenden Mitteln und als Mitarbeiter nur auf seine Studenten angewiesen. Juli 1953 erreichte die Maschine knapp 1 GeV, wurde aber zu dieser Zeit schon vom Cosmotron (Brookhaven National Laboratory) und Bevatron (Berkeley) überholt.
1950 kehrte er nach Australien zurück und wurde zunächst Gründer und erster Direktor des physikalischen Forschungsinstituts der University of Canberra; diesen Posten bekleidete er bis 1963. Anschließend wurde er Präsident der Australian Academy of Science und 1971 Gouverneur von South Australia (bis 1976).
In Australien baute er ab etwa 1950 die weltweit größte Unipolarmaschine, die für einen Beschleuniger benutzt wurde.
Nach den Atombombenabwürfen auf Nagasaki und Hiroshima wurde er überzeugter Pazifist und schwor sich, nie wieder etwas mit militärischer Forschung zu tun zu haben. Er war Gründungsmitglied der Pugwash-Bewegung und zusammen mit James Dunn Mitbegründer der Human Rights Council of Australia.
1959 wurde er als Knight Commander des Order of the British Empire geadelt. Er war 1954 Gründungspräsident der Australian Academy of Sciences und blieb bis 1956 deren Präsident. 1977 wurde er Companion in the Order of Australia (AC). Seit 1937 war er Fellow der Royal Society. Nach ihm benannt sind die Oliphant-Inseln.